# Phyllophaga caviceps
Phyllophaga caviceps är en skalbaggsart som beskrevs av Moser 1918. Phyllophaga caviceps ingår i släktet Phyllophaga och familjen Melolonthidae. Inga underarter finns listade i Catalogue of Life.